# Cerkev sv. Ladislava, Beltinci
Cerkev stoji v kraju Beltinci, župniji Beltinci in istoimenski občini

## Zgodovina
Prvo cerkev omenjeno v letu 1669 so uporabljali grofje, ki so prebivali v beltinskem gradu. Bila je lesena, pokrita s skodlami; na glavnem oltarju je kraljevala slika Gospodovega vstajenja. 
General Ladislav Ebergenyi je dal v baročnem slogu zgraditi 1742 zidano cerkev, posvečeno svojemu zavetniku svetemu Ladislavu, ki je bil poljsko-ogrskega porekla. Kot vladar je s krepko roko utrdil kraljestvo, ki so ga razmajale zdrahe po smrti svetega Štefana Ogrskega, kateri je umrl brez potomcev – in so mu sledili kar po vrsti nesposobni in svojeglavi vladarji. Obenem je utrdil katoliško vero med ljudstvom. 
Kot samostojna je župnija so Beltinci omenjeni 1760, ko se je pražupnija Turnišče razdelila na dva enaka dela. 

1890 so ji na severni strani dozidali stransko ladjo, a na južni strani 1894 Marijino stransko kapelo z napisom »Ave Marija« in s kamnitim oltarjem. Na njem blesti renesančni relief Marije z Jezuščkom iz 15. stoletja. Pod to kapelo je grobnica grofovske družine Zichyjeve, zgrajena 1895. 
Cerkev svetega Ladislava ima čudovito pročelje, saj sta ob glavnem vhodu v cerkev na desni in levi strani dva stolpa. V začetku stranske ladje pa je zvonik, ki so ga sezidali leta 1777. V zvoniku beltinske cerkve naznanjajo vesele in žalostne dogodke štirje zvonovi. Prvotni oltar je bil iz leta 1799.

### Novejša podoba
V skladu z bogoslužnimi določbami Drugega vatikanskega vesoljnega cerkvenega zbora so preurejali tudi Cerkev svetega Ladislava. Tako je dobila 1972 daritveni oltar proti ljudstvu, na katerem je bil preurejeni tabernakelj. Nad oltarjem je slika sv. Ladislava. Prižnica je postavljena 1959 in jo krasijo slike evangelistov. Krstni kamen je iz leta 1749. V stranski ladji so štirje kipi: Srca Jezusovega, sv. Marije, sv. Jožefa in sv. Frančiška. Križev pot pa so kupili 1903. leta v Švici. 
V cerkveni grobnici so pokopani grof Avgust Zichy, njegova žena Hedvika in njune hčere: zadnja grofica Marija – ki jo starejši ljudje še pomnijo po njeni dobrodelnosti, Teodora – ki je umrla v sluhu svetosti - in Anastazija, ki se je edina poročila in sicer na Madžarsko.
Na cerkvenem trgu je na visokem stebru kip svetega Teodorja, prvotnega zavetnika Benetk, kjer so imeli beltinski grofje Zichyji svojo počitniško hišo. 1993. leta je bil kip obnovljen. Na cerkven trgu je tudi »beneški« studenec. Župnišče so zgradili 1736. leta, prenovili v 1962. in 1989. letu. 1989 so izolirali temelje, na novo uredili električno napeljavo in vpeljali vodovod. Leta 1982 so ob beltinskem župnišču zgradili župnijski dom, v katerem so tri učilnice. Od leta 2008 deluje v župnijskem domu glasbena šola.  
Beltinska župnija lepo skrbi za prvotno zunanjo podobo cerkvene zgradbe. Po navodilih spomeniškega varstva so pročelje nazadnje obnovili 1985, 1993 pa so obnovili notranjost cerkve, jo prepleskali in obnovili freske. Leta 1996 so bile na koru postavljene nove orgle z 28 registri. Zadnje čase (2021) pa zopet temeljito obnavljajo prezbiterij.

## Arhitektura

### Sveti Teodor in Beneški studenec
Baročno stavbo iz 1742 je 1893 - 95 je predelal v neobaročno - klasicističnem slogu stavbenik Max von Ferstel (1859-1936). V cerkvenem prostoru sta kopiji z začetka 20. stoletja: beneški vodnjak in steber s kipom svetega Teodorja z zmajem; zmaja nekateri neredko mešajo s krokodilom, Teodorja pa s Panteleonom.  
Na južni strani cerkve je med 1890-1894 dal postaviti beneški studenec in spomenik sv. Teodorja, zvest posnetek spomenika na Markovem trgu v Benetkah. V Beltincih je bil leta 1989 originalni kip zamenjan z lesenim; obnovljeni beneški studenec z grbi se je ohranil do danes v sicer malce spremenjeni obliki.
Sveti Teodor skupaj s Svetim Markom sta izvirno kipa postavljena na Trgu svetega Marka v Benetkah. Sveti Teodor iz Amanseje, upodobljen ko ubija zmaja, je bil prvi zavetnik Benetk in ga smatrajo za svetnika, ki je bil med najbolj češčenimi vojaki mučenci Vzhoda. Bil je zavetnik Benetk, dokler ni prevzel njegove vloge Sveti Marko v trinajstem stoletju. Ko so se namreč Benetke dovolj osamosvojile od Carigrada, jim je bilo pod častjo, da bi častili za zavetnika bizantinskega svetnika, čigar posnetek obstaja sicer tudi znotraj Doževe palače. 
Sveti Teodor skupaj s Svetim Markom – dva kipa na dveh stebrih, ki krasita Trg svetega Marka v Benetkah, padeta v oči vsakemu obiskovalcu Benetk. Tam je imela grofovska družina Zichy svojo počitniško hišo. Izletniki navadno slikajo prvega in jim za drugega ni mar ne vedoč niti kaj pomeni niti kako vlogo je nekdaj igral v življenju Serenissime. Sveti Teodor Amansejski je upodobljen, ko ubija zmaja, in je sicer bil prvi zavetnik Benetk - zaščitnik v času vojn, ki jih Benetkam ni manjkalo. 
V Zičijevem rodovniku najdemo tudi ime Teodor (ogrsko Tivadar), pa tudi svoji hčerki je dal Avgust Zichy ime po svetem Teodorju - Teodora.

### Kapela "Ave Maria"
Grof Avgust Zichy je dal leta 1894 prizidati na južni strani cerkve Marijino kapelo – »Ave Maria«, pod katero so leto pozneje zgradili tudi grofovsko družinsko grobnico. V njej je pokopana cela družina: oče Avgust, mati Hedvika, ter hčerke Marija, Teodora in Anastazija. Za četrto hčerko Frido obstaja malo podatkov in ne počiva v Beltincih.

## Pomen
Cerkev svetega Ladislava v Beltincih je skratka najpomembnejši spomenik zgodovinskega stavbeništva 19. stoletja v Prekmurju. 

## Stare razglednice
- Barvna litografija predstavlja središče trga iz 1899 z napisom: »Üdvözlet Bellatinczről!« („Pozdrav iz Beltinec”).
- Barvna litografija predstavlja Cerkev sv. Ladislava v Beltincih iz leta 1905 z napisom: »Üdvözlet Bellatinczről!” Templom külsője („Pozdrav iz Beltinec”  - Zunanjost cerkve).
- Barvna litografija predstavlja Cerkev sv. Ladislava v Beltincih iz leta 1905 z napisom: »Üdvözlet Bellatinczről!” Templom Bal oldal („Pozdrav iz Beltinec”  - Leva stran cerkve).
- Rjavo-barvna fotografija predstavlja Cerkev sv. Ladislava v Beltincih iz leta 1942, z desne strani in s kipom sv. Teodorja.